# Shim Mheuka
Shumaira "Shim" Mheuka (Birmingham, Inglaterra, 20 de octubre de 2007) es un futbolista británico que juega de delantero en el Chelsea F. C. de la Premier League.

## Trayectoria
Nacido en Inglaterra de padres zimbabuenses, ingresó en el Brighton & Hove Albion F. C. a los nueve años. Progresó adecuadamente en la academia del Brighton & Hove Albion, debutando en la categoría sub-18 con sólo catorce años.
En julio de 2022 fichó por el Chelsea F. C. Debutó con el equipo sub-18 del Chelsea en una victoria por 2-1 contra el West Bromwich Albion F. C. en octubre de 2022.
El 12 de diciembre de 2024 debutó con el primer equipo del Chelsea como suplente en la segunda parte de la Liga Conferencia de la UEFA contra el FK Astaná en Kazajistán. Debutó en la Premier League el 25 de febrero de 2025 como suplente de última hora contra el Southampton F. C.

## Selección nacional
Ha representado a Inglaterra en las categorías sub-15 y sub-16. Sigue siendo elegible para representar a Zimbabue a nivel internacional.
El 6 de septiembre de 2023, debutó con la selección de Inglaterra sub-17 y marcó durante la derrota por 3-2 ante Portugal en el Pinatar Arena. Fue incluido en la selección para el Campeonato Europeo Sub-17 de la UEFA 2024 y marcó durante el último partido de la fase de grupos contra España. También fue titular en su eliminación en cuartos de final contra Italia.
El 4 de septiembre de 2024 debutó con la selección de Inglaterra Sub-18 durante un empate 2-2 con Portugal en el Lafarge Foot Avenir.
El 9 de octubre de 2024 debutó con la selección de Inglaterra sub-19 en la derrota por 2-1 ante Portugal en Marbella.

## Vida personal

### Familia
Su padre, Malcolm, nació en Dangamvura, Mutare, Zimbabue, y jugó como centrocampista ofensivo en el Zimbabwe Saints F. C. y en el Circle Cement de la Liga Premier de Zimbabue.Su hermano menor, Tendah, juega en la academia del Brighton & Hove Albion.

### Patrocinio
Está patrocinado por el fabricante alemán de ropa deportiva Adidas.

## Estadísticas

### Clubes
Actualizado al último partido disputado el 6 de marzo de 2025.
| Club                     | Div.          | Temporada     | Liga  | Liga  | Liga   | Copas nacionales | Copas nacionales | Copas nacionales | Copas internacionales | Copas internacionales | Copas internacionales | Total | Total | Total  |
| Club                     | Div.          | Temporada     | Part. | Goles | Asist. | Part.            | Goles            | Asist.           | Part.                 | Goles                 | Asist.                | Part. | Goles | Asist. |
| ------------------------ | ------------- | ------------- | ----- | ----- | ------ | ---------------- | ---------------- | ---------------- | --------------------- | --------------------- | --------------------- | ----- | ----- | ------ |
| Chelsea F. C. Inglaterra | 1.ª           | 2024-25       | 1     | 0     | 0      | 0                | 0                | 0                | 2                     | 0                     | 0                     | 3     | 0     | 0      |
| Chelsea F. C. Inglaterra | Total club    | Total club    | 1     | 0     | 0      | 0                | 0                | 0                | 2                     | 0                     | 0                     | 3     | 0     | 0      |
| Total carrera            | Total carrera | Total carrera | 1     | 0     | 0      | 0                | 0                | 0                | 2                     | 0                     | 0                     | 3     | 0     | 0      |